# División de Sargodha
La división de Sargodha (en urdu : سرگودھا ڈویژن) es una subdivisión administrativa de la provincia de Punyab en Pakistán. Cuenta con 8,2 millones de habitantes en 2017, y su capital es Sargodha.
Como todas las divisiones pakistaníes, fue derogada en 2000 y luego restablecida en 2008.
La división reagrupa los distritos siguientes:
- Bhakkar
- Khushab
- Mianwali
- Sargodha